# Sperrwagen
Sperrwagen waren eine besondere Form des Privilegierten Eisenbahn-Durchgangsverkehrs (PED), die es Fahrgästen ermöglichte, von einem Landesteil eines Staatsgebietes über ausländisches Hoheitsgebiet ohne Zoll- und Passkontrollen und ohne Umstieg in einen anderen Landesteil zu reisen.

## Deutschland
Sperrwagen existierten im Deutschen Reich in der Zwischenkriegszeit im Verkehr durch den Polnischen Korridor zwischen Ostpreußen und dem übrigen Reichsgebiet von Anfang der 1920er Jahre bis 1936. Während über die Hauptverbindung über die Preußische Ostbahn komplette Züge im PED verkehrten, ebenso über die Verbindungen über Groß Boschpol und Danzig sowie Neu Bentschen, verkehrten von Breslau aus lediglich als Sperrwagen behandelte Kurswagen, die in Poznań (Posen) umgestellt wurden. Die durchlaufenden Wagen Breslau–Königsberg durften lediglich von Reisenden genutzt werden, die an deutschen Bahnhöfen ein- und aussteigen wollten. Für Reisende, die in Polen zusteigen wollten, gab es gesonderte Wagen, die an der Grenze den üblichen Kontrollen unterlagen.

## Österreich

### Außerfernbahn
Von der Tiroler Landeshauptstadt Innsbruck verkehrten bis 1994 mehrmals täglich Zugspaare mit Sperrwagen (2. Klasse) auf der Mittenwaldbahn (Karwendelbahn) über Garmisch-Partenkirchen (Bayern) nach Reutte im Tiroler Außerfern. Dabei wurde für den ausländischen Streckenanteil (Scharnitz-Grenze – Ehrwald-Grenze) der jeweils geltende Binnentarif der ÖBB berechnet, während die ausländische Bahnverwaltung (DB) dafür ein Streckenbenützungsentgelt als Leistungsabgeltung erhielt. 
In den österreichischen Grenzbahnhöfen Scharnitz bzw. Ehrwald-Zugspitzbahn im Außerfern wurden vom Zugpersonal die Einstiegs- und Übergangstüren der Sperrwagen zum restlichen Zugteil (Übergangswagen) verschlossen, um einen Zu- oder Ausstieg sowie einen Übergang in die nicht als Sperrwagen mitgeführten Wagen auf dem ausländischen (bayerischen) Staatsgebiet zu unterbinden. Nach Verlassen des ausländischen Staatsgebietes wurden die Türen wieder aufgeschlossen.
Bei den beiden Grenzbahnhöfen Scharnitz und Ehrwald-Zugspitzbahn befand sich dazu am Hausbahnsteig beim Aufnahmsgebäude ein massives Holzgestell mit einem schrägen Schreibpult, wo der dort am Amtsplatz amtierende österreichische Zollwachebeamte bei jeder Zugfahrt den Kontrolldienst (Personen- und Reisegepäck-Kontrollen) am Bahnhof ausübte und dazu auch diverse Eintragungen im großformatigen Journalheft vornahm (Frequenzzählung u. a. m.).
Im Zuge von länderübergreifenden Organisationsänderungen zur rationelleren und sparsameren Betriebsabwicklung im Schienenverkehr zwischen den beiden Bahnverwaltungen ÖBB und DB sowie durch den Einsatz von Triebwagen und Wendezügen entfiel im Bahnhof Garmisch-Partenkirchen das Umsetzen und in der Folge auch der Wagendurchlauf. Dafür müssen seither die Reisenden in den Anschlusszug entweder Richtung Reutte oder Innsbruck umsteigen.

### Osttirol
Sperrwagen zwischen Nord- und Osttirol wurden nach Ende des Ersten Weltkrieges aufgrund des Vertrags von Saint-Germain 1919 eingeführt. Im Korridorverkehr zwischen Innsbruck (Nordtirol) und Lienz (Osttirol) über Franzensfeste bestieg im Grenzbahnhof Brennero/Brenner oder in San Candido/Innichen italienisches Sicherheitspersonal (Carabinieri, Militär) den Zug und begleitete und überwachte diesen durchgehend bis zum nächsten Grenzbahnhof. Es wurden drei tägliche Zugpaare geführt. Mit dem Entfall der Zoll- und Personenkontrollen im Rahmen des Schengener Abkommens endete diese Sonderform in der Betriebsführung im Eisenbahnverkehr beim Befahren von ausländischen Staatsgebiet (Korridorverkehr).